# Anastrepha pseudanomala
Anastrepha pseudanomala är en tvåvingeart som beskrevs av Allen L.Norrbom 2002. Anastrepha pseudanomala ingår i släktet Anastrepha och familjen borrflugor. Inga underarter finns listade i Catalogue of Life.